# 苏尔察
苏尔察是德国图林根州的一个市镇。总面积3.96平方公里，总人口285人，其中男性142人，女性143人（2011年12月31日），人口密度72人/平方公里。